# Złoczyńcy
Złoczyńcy (ang. The Badlanders) – amerykański western z 1958 w reżyserii Delmera Davesa zrealizowany na podstawie powieści W.R. Burnetta. Główne role zagrali: Alan Ladd i Ernest Borgnine.

## Obsada
- Alan Ladd – Peter Van Hoek „Holender”
- Ernest Borgnine – John McBain
- Katy Jurado – Anita
- Claire Kelly – Ada Winton
- Nehemiah Persoff – Vincente
- Kent Smith – Cyril Lounsberry
- Robert Emhardt – Sample
- Adam Williams – Leslie
- Anthony Caruso – Comanche
- Ford Rainey – nadzorca więzienia
- John Daheim – Lee
- Karl Swenson – szeryf

i inni

## Fabuła
Rok 1898. Dwóch mężczyzn; Peter Van Hoek zwany „Holendrem” i John McBain, wychodzą w tym samym czasie z więzienia w Yumie. „Holender” planuje kradzież złota z kopalni w okolicach Prescott, chcąc się zemścić na ludziach z miasteczka, przez których niesprawiedliwie poszedł do więzienia, a tym samym ustawić się do końca życia. McBain, początkowo niechętny temu planowi, w końcu postanawia pomóc Van Hoekowi. Wraz z saperem Vincente wyruszają do kopalni złota.